# 劉一曈
劉一曈（7月26日—），出生於廣東省深圳市，畢業於中央戲劇學院導演系，是一名中國女演員、女歌手。

## 生平
2017年，於神話武俠劇《蜀山戰紀2踏火行歌》中飾演齊靈雲一角，並在2018年1月在浙江衞視播出，同時演唱主題推廣曲《炸雞炸煩惱》 。
2020年9月9日，於愛情輕喜劇《三嫁惹君心》中飾演舒若晨一角，在愛奇藝播出。
2021年1月9日，於神話武俠劇《靈域》中飾演宋婷玉和夜仙兒兩個角色，在愛奇藝播出；9月16日，於古裝奇幻愛情輕喜劇《公子傾城》中飾演凌燕。